# Luka Zarandia
Luka Zarandia (en géorgien : ლუკა ზარანდია), né le 17 février 1996 à Tbilissi en Géorgie, est un footballeur international géorgien. Il évolue au poste d'ailier droit au Zulte Waregem.

## Biographie

### En club
Né à Tbilissi en Géorgie, Luka Zarandia est formé par l'un des clubs de sa ville natale, le Lokomotiv Tbilissi. Il joue son premier match en professionnel le 21 août 2013, lors d'une rencontre de coupe de Géorgie face au FC Algeti Marneuli (en). Il se fait remarquer ce jour-là en inscrivant ses deux premiers buts, permettant à son équipe de l'emporter (1-2 score final). Il rejoint ensuite en 2014 le KRC Genk, mais n'y joue aucun match, est effectue son retour au Lokomotiv en 2016.
Luka Zarandia s'engage avec le club polonais d'Arka Gdynia le 14 janvier 2017. Il joue son premier match en faveur de l'Arka Gdynia le 4 avril 2017, contre le Wigry Suwałki, lors d'une rencontre de Coupe de Pologne. Son équipe s'incline sur le score de quatre buts à deux ce jour-là.
Le 2 mai 2017, lors de la finale de la Coupe de Pologne, il s'illustre en inscrivant un but contre le Lech Poznań, permettant à son équipe d'égaliser, puis finalement de l'emporter 1-2 après prolongation.
Par la suite, le 14 juillet 2018, il s'illustre de nouveau, en marquant un but contre le Legia Vaosovie lors de la Supercoupe de Pologne, permettant à son équipe d'égaliser puis finalement de l'emporter 2-3.
Le 26 novembre 2018, il se met en évidence en étant l'auteur d'un doublé dans le championnat de Pologne, lors de la réception du Wisła Cracovie (victoire 4-1). Il inscrit quatre buts en championnat cette saison là.
Le 2 juillet 2019, est annoncé le transfert de Luka Zarandia au club belge du Zulte Waregem. Il joue son premier match sous ses nouvelles couleurs le 27 juillet 2019, lors du match de championnat contre le FC Malines. Ce jour-là, il est titulaire, et son équipe s'incline par deux buts à zéro.

### En équipe nationale
Avec les moins de 17 ans, il est l'auteur d'un doublé lors d'une rencontre amicale face à l'Écosse, en novembre 2012 (victoire 3-0). 
Avec les espoirs, il marque quatre buts : un but contre l'Islande, un but contre les îles Féroé, et enfin un doublé contre Malte. A six reprises, il officie comme capitaine des espoirs.
Luka Zarandia honore sa première sélection avec l'équipe nationale de Géorgie le 16 octobre 2018, à l'occasion d'un match de Ligue des nations face à la Lettonie. Lors de cette rencontre, il entre en jeu en toute fin de match, à la place de Giorgi Chakvetadze. Son équipe s'impose par trois buts à zéro ce jour-là.

## Palmarès
- Vainqueur de la Coupe de Pologne en 2017 avec l'Arka Gdynia
- Vainqueur de la Supercoupe de Pologne en 2018 avec l'Arka Gdynia
- Vice-champion du Kazakhstan en 2020 avec le Tobol Kostanaï